# 基層醫療署
基層醫療署（英語：Primary Healthcare Commission）是香港政府根據《基層醫療健康藍圖》於2024年7月15日成立的部門，隸屬於醫務衞生局，由原基層醫療健康辦事處改組而成。該署負責基層醫療健康的統籌規劃和標準制定，以及基層醫療人員的培訓。現任基層醫療健康專員為彭飛舟醫生。